# بنتلی کانتیننتال فلایینگ اسپار (۲۰۰۵)
بنتلی کانتیننتال فلایینگ اسپار (به انگلیسی: Bentley Continental Flying Spur) خودرویی است که از سال ۲۰۰۵ تا کنون در انگلستان، درسدن و آلمان تولید شده‌است. طراحی آن موتور جلو-چهار چرخ محرک بوده طول آن در حالت طبیعی ۵٬۲۹۰ میلیمتر (۲۰۸٫۳ اینچ)  است. سیستم جعبه‌دندهٔ آن ۶ دنده به صورت خودکار است.

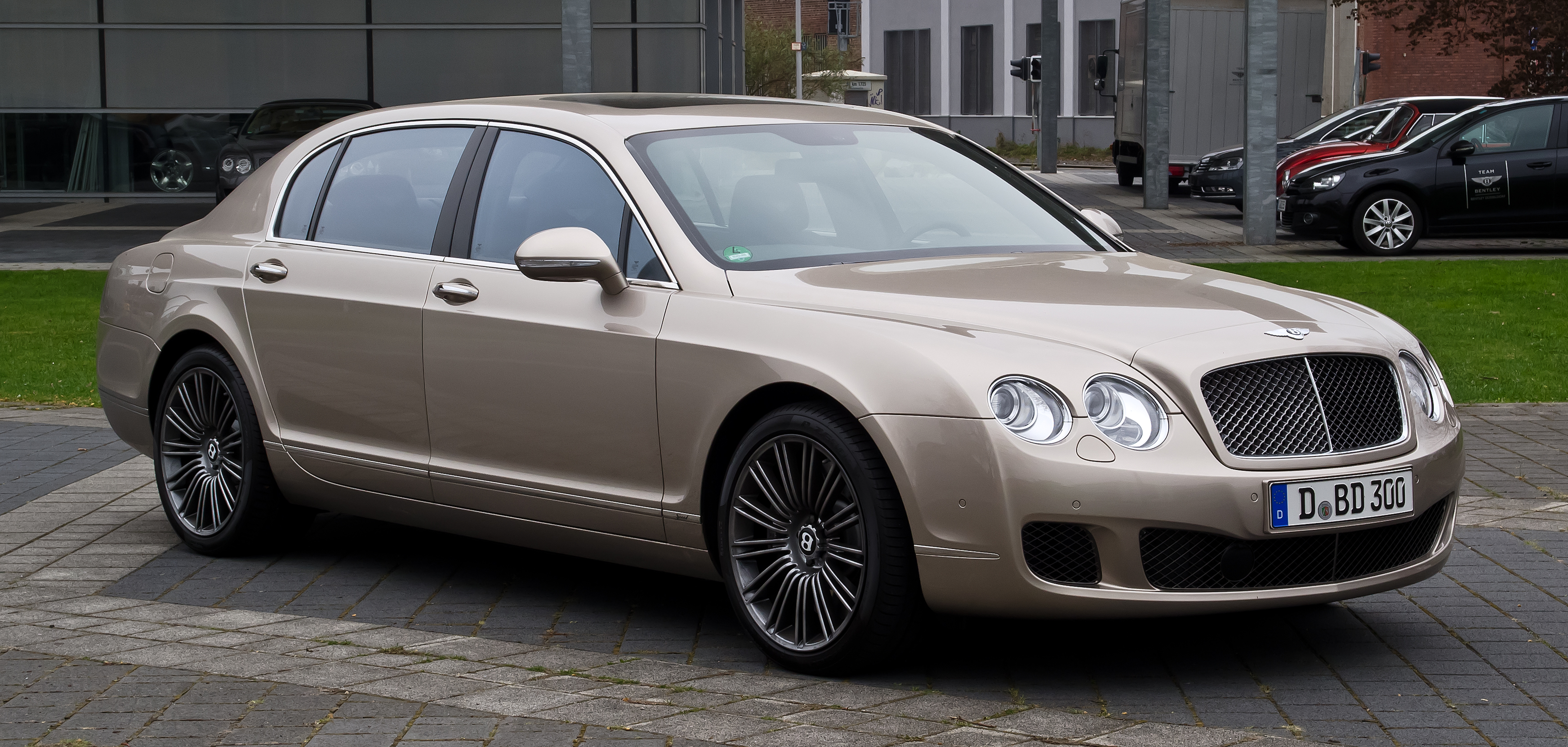
نسل اول
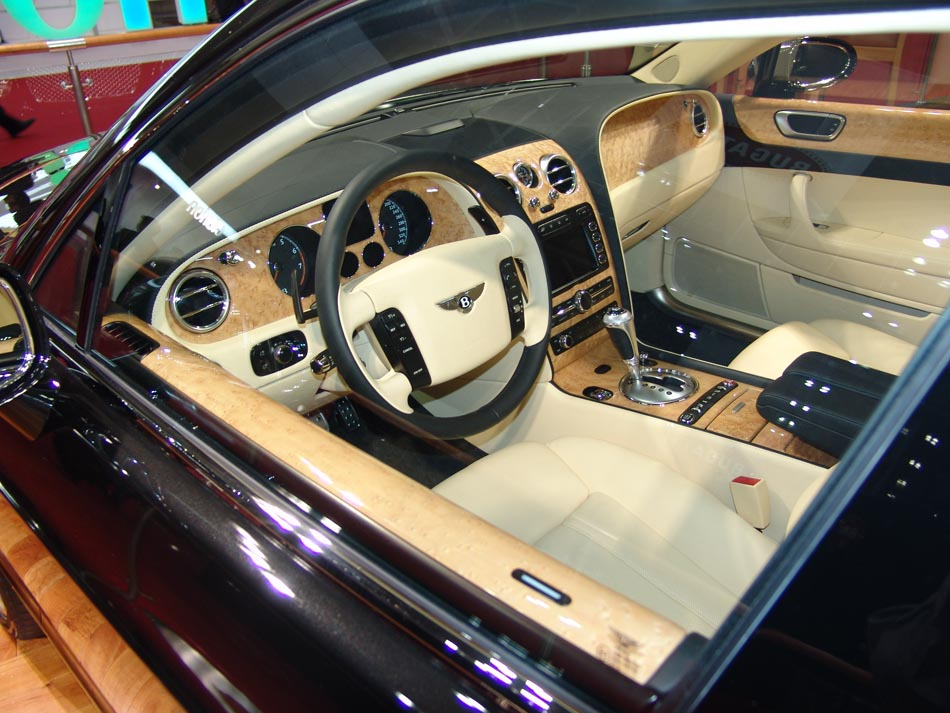
نمای داخل نسل اول
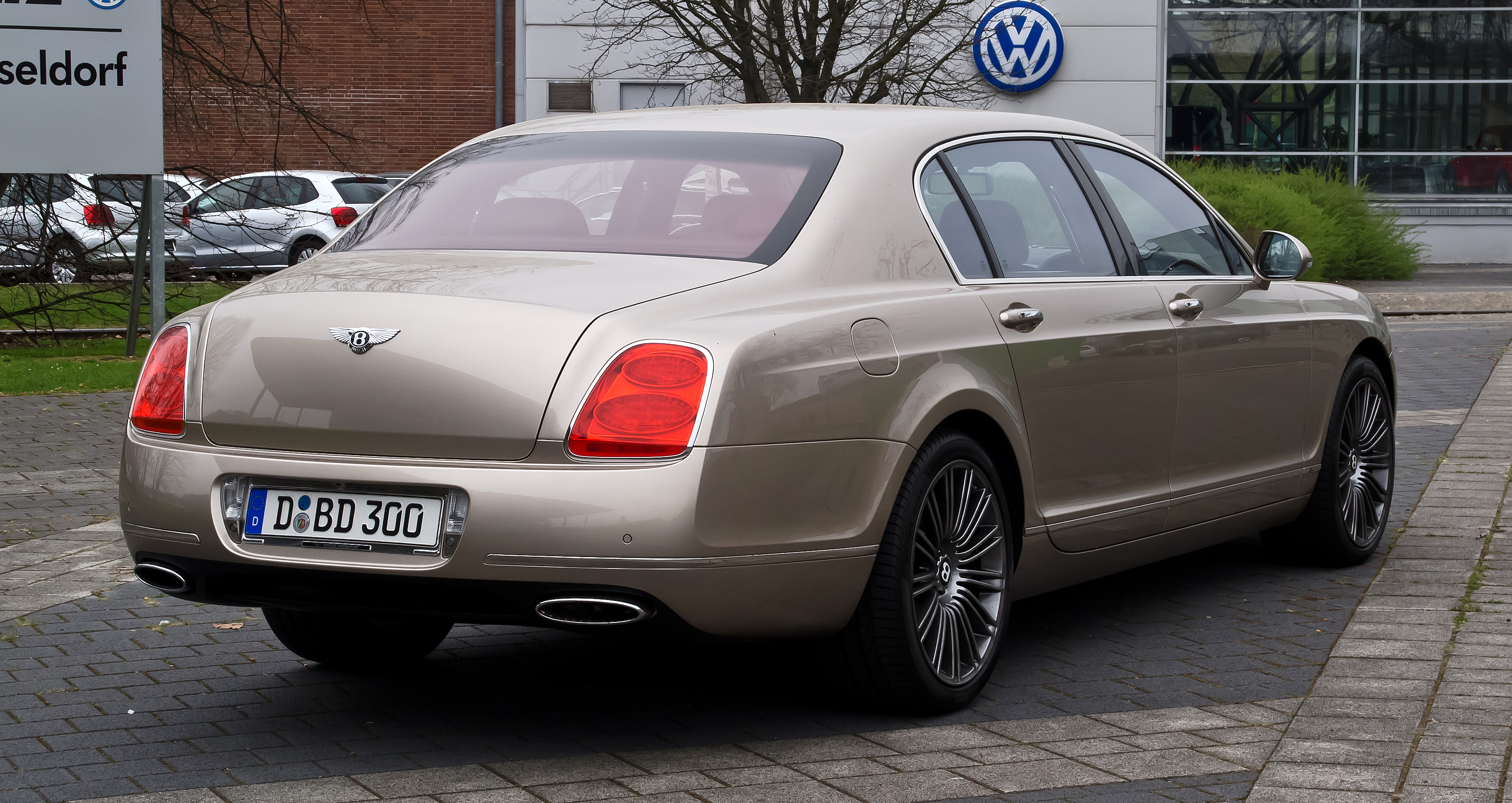
نمای عقب نسل اول
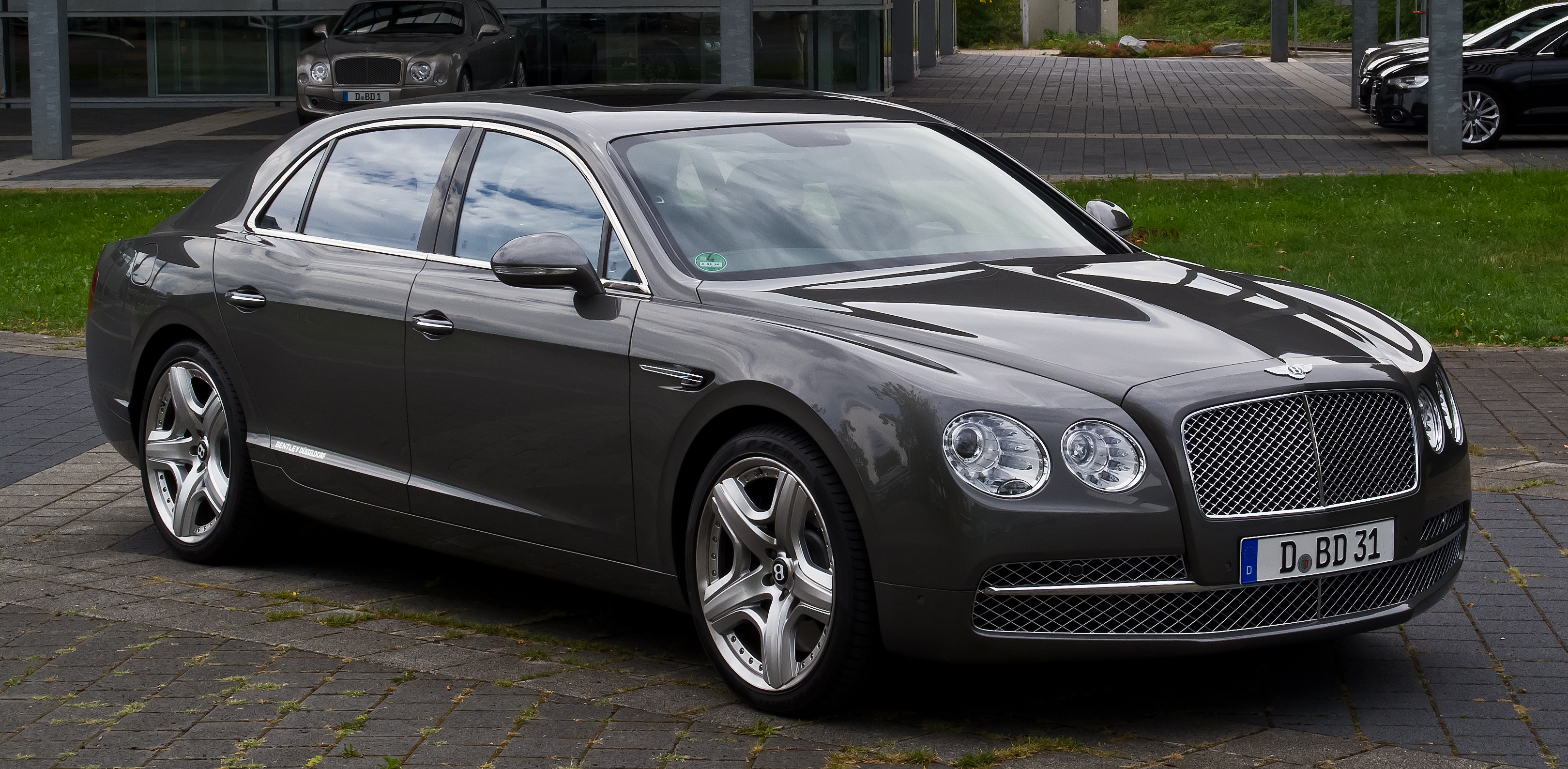
نسل دوم
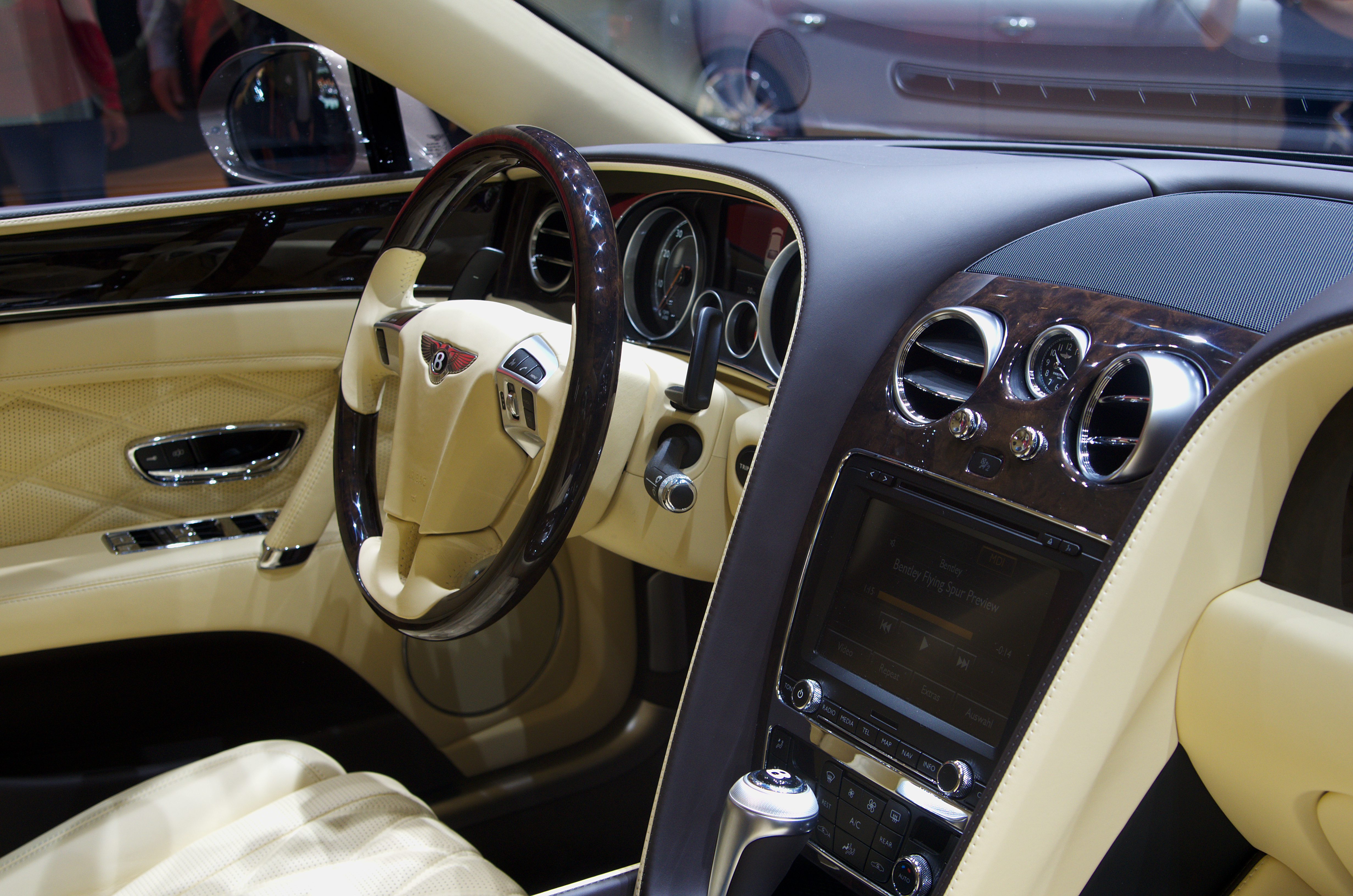
داخل نسل دوم
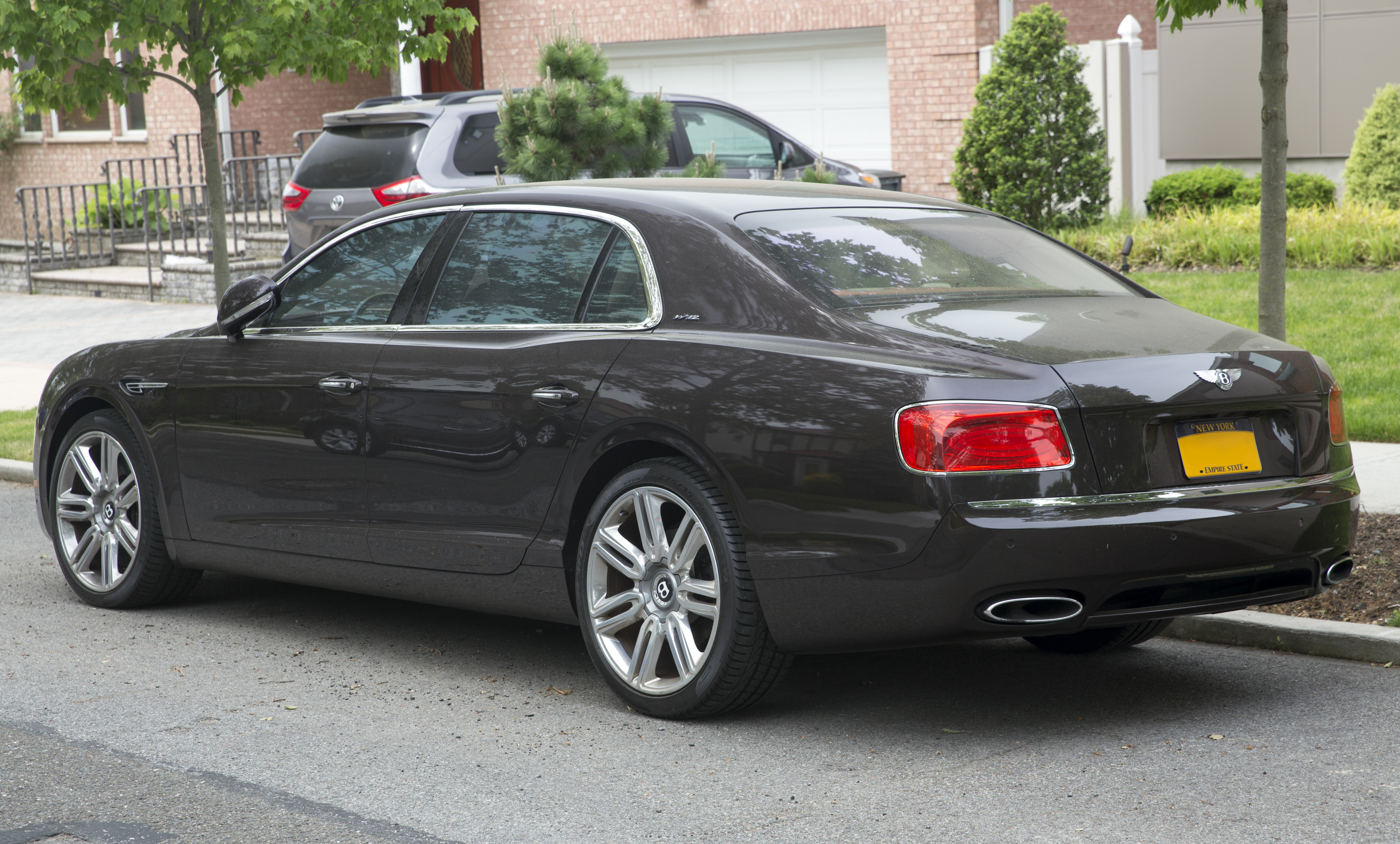
نمای عقب نسل دوم
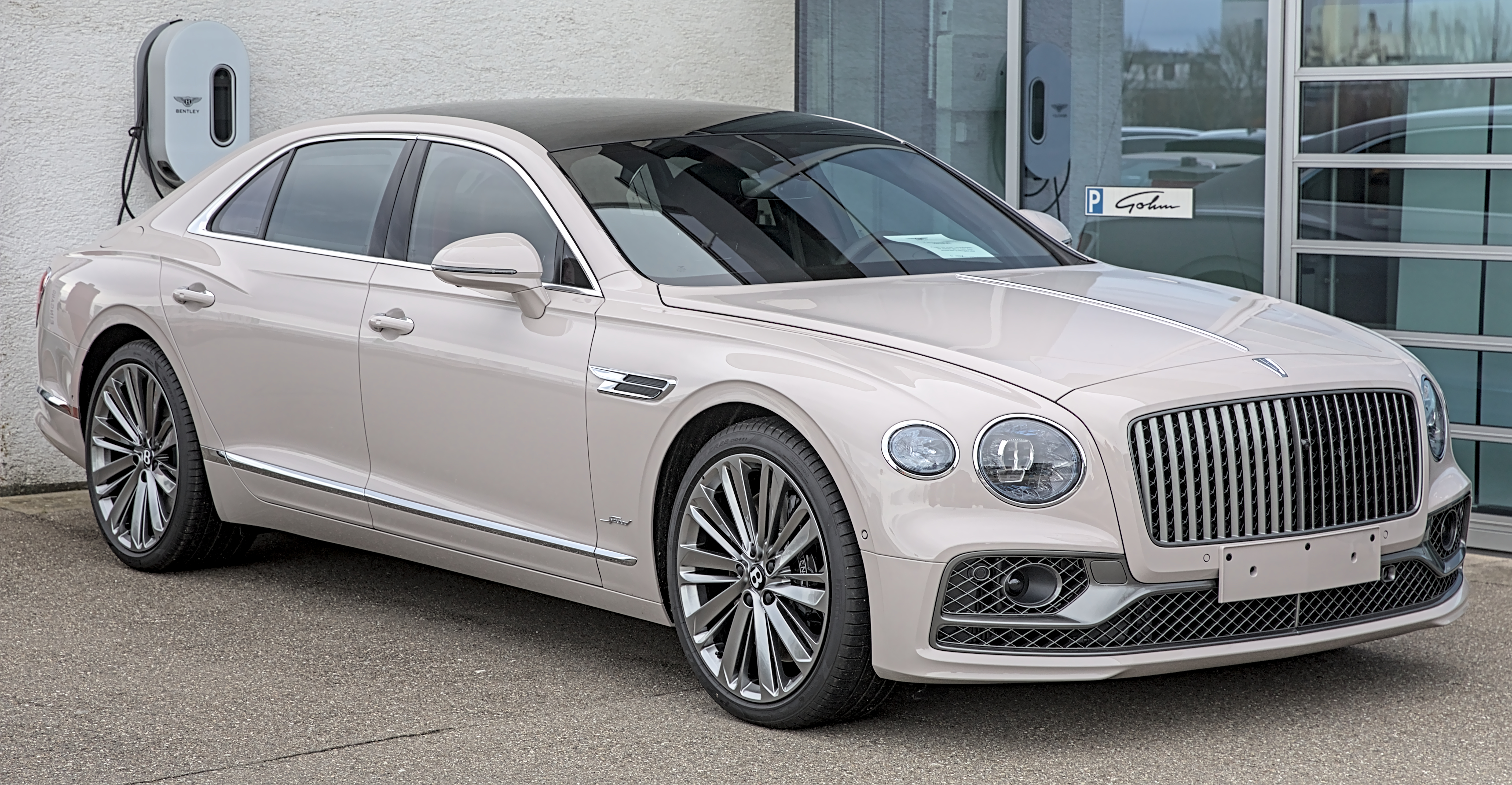
نسل سوم
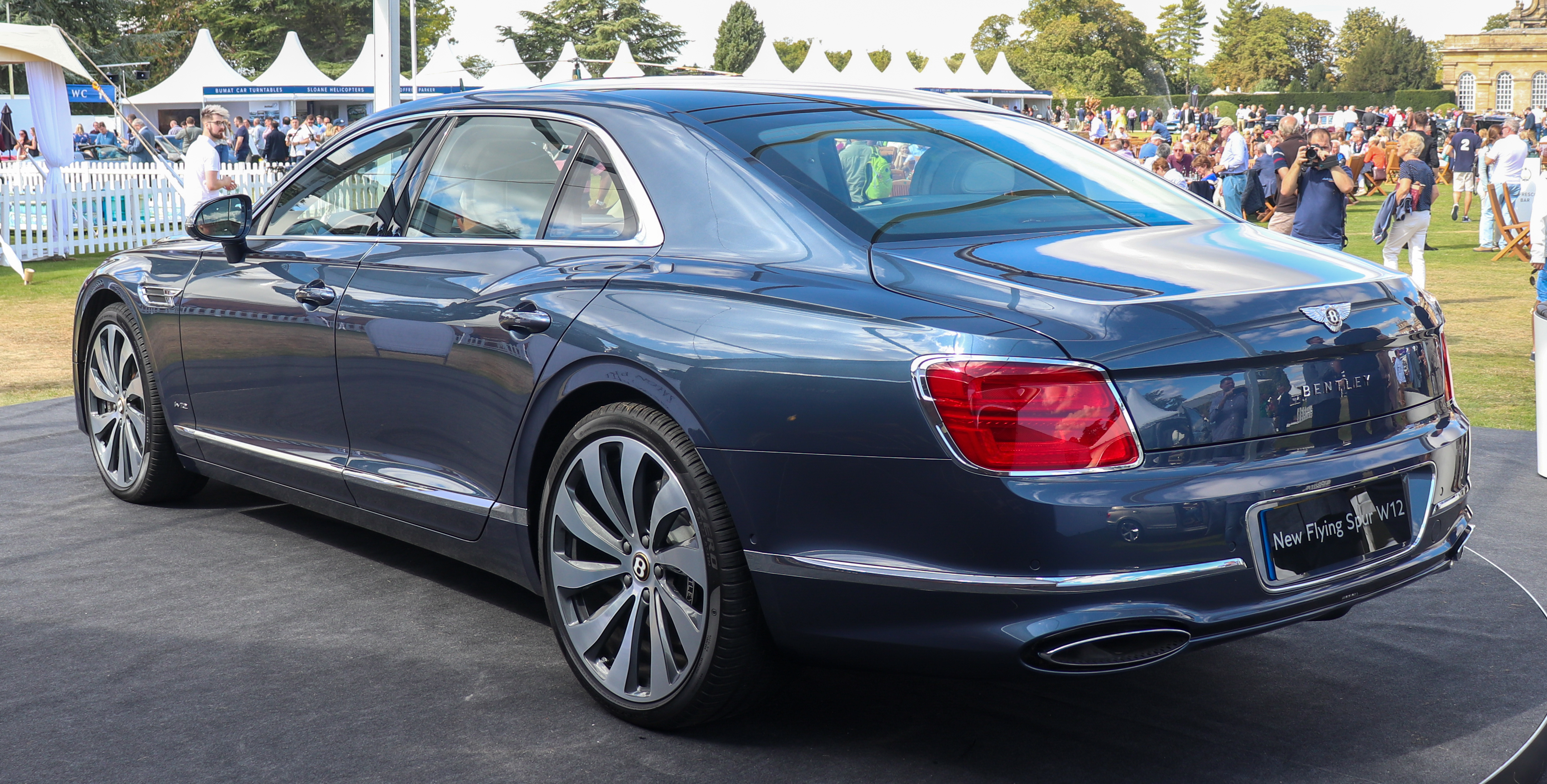
نمای عقب نسل سوم
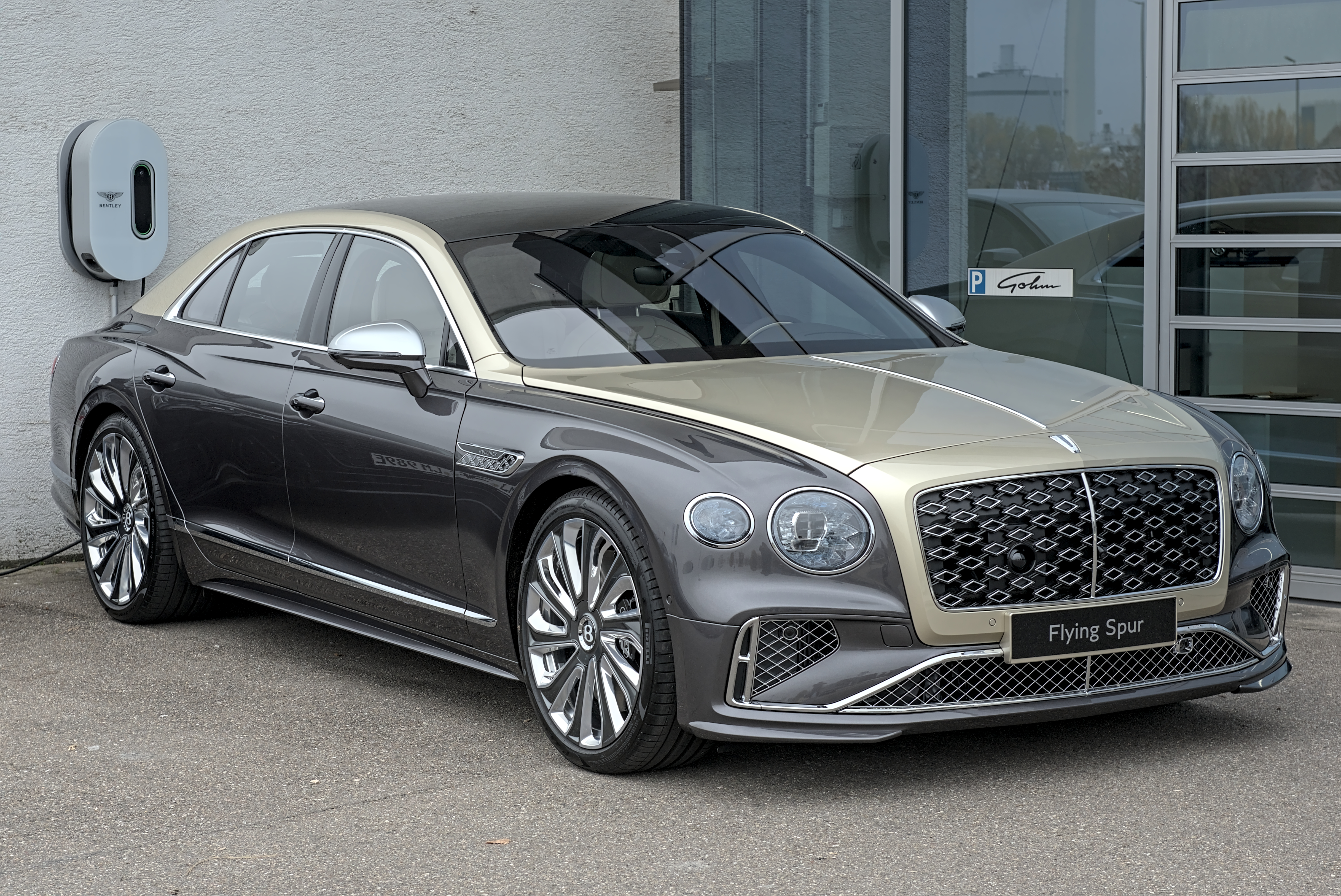
فلایینگ اسپار نسل سوم مولینر